# Nagy Imre (öttusázó)
Nagy Imre (Monor, 1933. február 21. – Törökbálint, 2013. október 20.) olimpiai bajnok öttusázó. Az 1960-ban rendezett  római olimpián Balczó András és Németh Ferenc társaként aranyat nyert csapatban, emellett egyéniben második lett.
Vízilabdázóként kezdett sportolni 1948-ban a Gyapjúmosó SE-ben. 1951-től a Budapesti Haladás öttusázója volt (a klubja 1956-tól a Műegyetemi AFC nevet viseli). 1952-ben és 1953-ban háromtusa magyar bajnok volt. Öttusában az első jobb eredményét 1955-ben érte el, a magyar bajnokságon. 1958-ban megszerezte első érmét, jól teljesítve csapatversenyben. 1958-ban állhatott első alkalommal dobogóra az egyéni küzdelmekben. Ebben az évben a válogatott tagja volt a világbajnokságon, ahol csapatban lett második. Az egyéni versenyben ötödik volt. A következő évben csapatban ötödik, egyéniben 18. volt a világbajnokságon. Az 1960-as olimpián csapatban első, egyéniben második lett.
1961-ben csapatban második, egyéniben hatodik, 1962-ben csapatban ezüstérmes, egyéniben hatodik volt a vb-n. A tokiói olimpián csapatban lett harmadik. Az egyéni versenyben hetedik volt.
1957-től az OSC versenyzője is volt vívásban. Többször nyert csapatbajnokságot és BEK-et párbajtőrvívásban.
1970-től 1976-ig a magyar öttusa válogatott szövetségi kapitánya volt. A Nemzetközi Öttusa Szövetség elnökségi tagja és titkára, 1988-tól főtitkár-helyettese volt. A MOB tagja. 2001-től a Magyar Olimpiai Akadémia tanácsának tagja. A Mező Ferenc Közalapítvány kuratóriumának tagja, alelnöke (2004). A civil életben közgazdászként dolgozott.
2013. október 20-án, vasárnap, 80 éves korában hunyt el.

## Díjai, elismerései
- Az év magyar csapatának tagja (1960)
- A magyar öttusa örökös bajnoka (1988)
- A Nemzetközi Öttusa Szövetség örökös tiszteletbeli tagja